# Nunzio Nasi

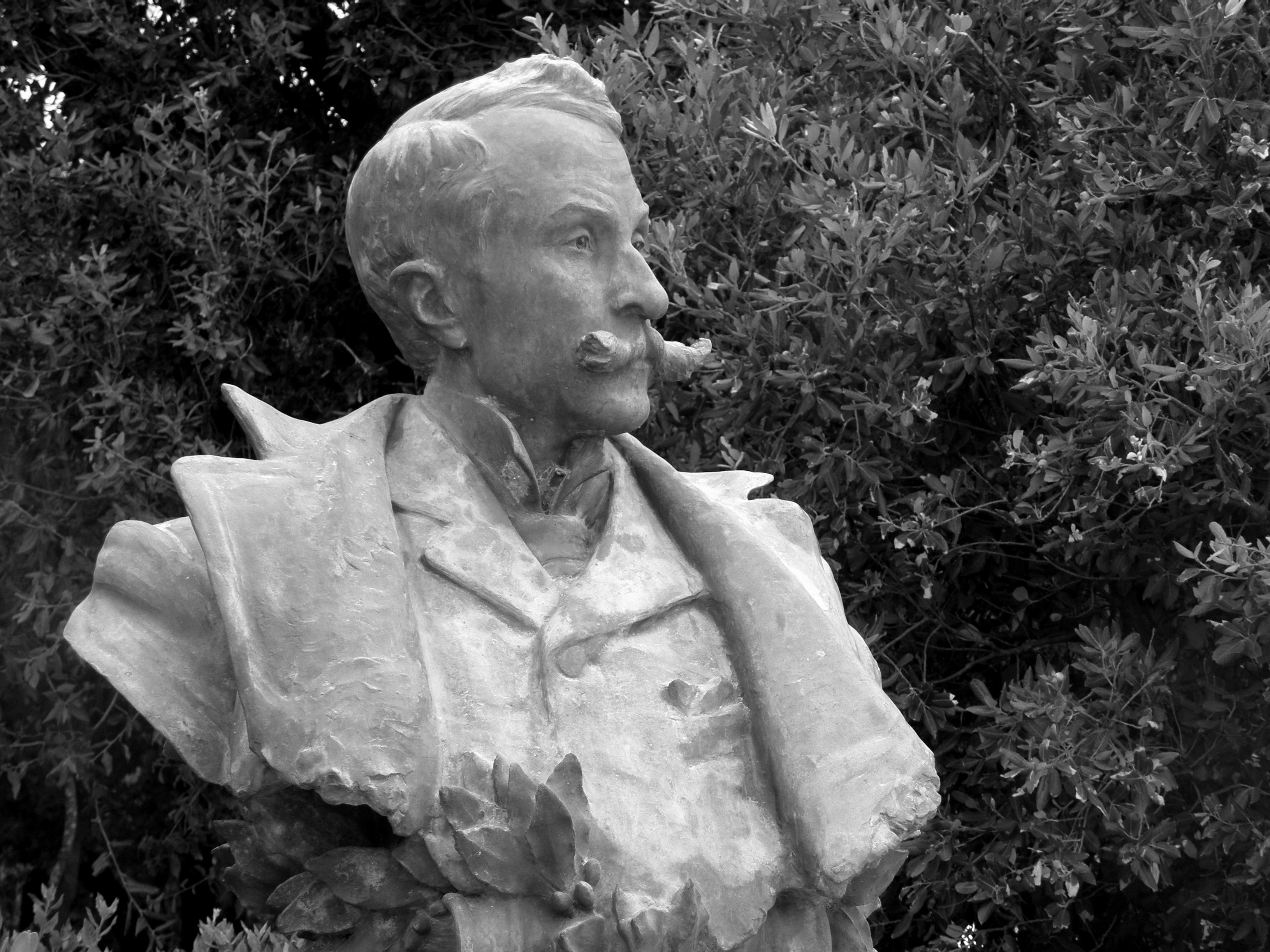

Nunzio Nasi, född 2 april 1850 i Trapani på Sicilien, död 17 september 1935 i Erice, var en italiensk politiker. 
Nasi verkade i sin födelsestad som advokat och lärare i nationalekonomi vid därvarande tekniska skola, var även flera gånger borgmästare i Trapani och erhöll en professur i nationalekonomi och rättsvetenskap vid universitetet i Palermo.
År 1886 invaldes Nasi i italienska deputeradekammaren samt var under tiden juni 1898 till maj 1899 post- och telegrafminister i kabinettet Luigi Pelloux och februari 1901 till november 1903 undervisningsminister i kabinettet Giuseppe Zanardelli. Efter sin avgång från sistnämnda ministerpost anklagades han för förskingring av statens medel till mycket betydande belopp, deputeradekammaren medgav 1904 åtals anställande, och han rymde då till utlandet. Den slutliga domen fälldes i februari 1908 och lydde på inemot ett års fängelsestraff och ovärdighet under fyra år att inneha offentliga ämbeten.
Nasi ansågs av sina valmän som orättvist förföljd och återvaldes ideligen till deputerad för Trapani, och för varje gång förklarade deputeradekammaren valet ogiltigt. Demonstrationerna i Trapani till hans förmån ledde ofta till häftiga kravaller.